# بانکووا
بانکووا (به لهستانی:  Bąkowa) یک روستا در لهستان است که در گمینا چیپیلوو واقع شده‌است.